# Gerry Hemingway
Gerry Hemingway (* 23. března 1955 New Haven, Connecticut) je americký bubeník. V roce 1983 se stal členem kapely Anthonyho Braxtona, ve které zůstal dvanáct let. Během své kariéry spolupracoval i s řadou dalších hudebníků, mezi které patří Marilyn Crispell, Ernst Reijseger, Mark Dresser, John Cale či Reggie Workman. Rovněž vydal řadu alb pod svým jménem.